# Aeródromo de Chacharramendi
El Aeródromo de Chacharramendi es un aeropuerto ubicado 1 km al sur de la localidad de Chacharramendi, Provincia de La Pampa, Argentina.